# Mike Hammer (serie de televisión)

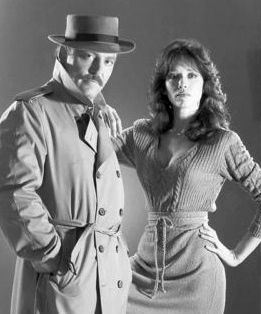
Stacy Keach y Tanya Roberts

Mike Hammer es una serie de la década de 1980 cuyo título original era Mickey Spillane's Mike Hammer. Antes de la serie se realizaron dos telefilmes a modo de episodios pilotos que funcionaron bien por lo que se llevó a cabo la serie. Esta serie se estrenó el 28 de enero del 1984 y llegó al último episodio el 13 de mayo del 1987. Como su título original indica la serie estaba basada en el personaje creado por Mickey Spillane, y era la segunda que se realizaba pues ya se había hecho otra en los años 50. La serie fue seguida por una película televisiva llamada Mike Hammer: Murder Takes All, emitida el 21 de mayo del 1989.
Keach ya participó en una nueva serie sobre el personaje, llamada Mike Hammer, Private Eye (Mike Hammer, detective privado en España y/o en Hispanoamérica), estrenada el 28 de septiembre del 1997 y que llegó al último episodio el 13 de junio del 1998.

## Argumento
Mike Hammer es un detective de Nueva York: bebedor y mujeriego, es sin embargo eficaz en su trabajo y resuelve todos los casos que le llegan. Tiene en su secretaria Velda a su más eficaz colaboradora y en el capitán de la policía Pat Chambers a un leal amigo que le ayudará a salvar los problemas con la justicia le ocasiona su trabajo.

## Personajes
| Actor         | Personaje             | Descripción               |
| ------------- | --------------------- | ------------------------- |
| Stacy Keach   | Detective Mike Hammer |                           |
| Don Stroud    | Capitán Pat Chambers  |                           |
| Kent Williams | Fiscal Barrington     |                           |
| Lindsay Bloom | Velda                 | Secretaria de Mike Hammer |
| Danny Goldman | Ozzie                 |                           |
| Lee Benton    | Jenny                 |                           |

- Datos: Q10585167